# Shan United Football Club
O Shan United Football Club é um clube de futebol com sede em Taunggy, Myanmar. Desde 2016 a equipe compete no Campeonato Birmanês de Futebol.

## História
O clube foi fundado em 2005, como clube amador, com o nome de Kanbawza (KBZ FC), competindo na Primeira Liga birmanesa (extinta em 2009).